# Уилкинс (лунный кратер)
Кратер Уилкинс (лат. Wilkins) — крупный ударный кратер в южном полушарии видимой стороны Луны. Название присвоено в честь британского селенографа Хью Перси Уилкинса (1896—1960) и утверждено Международным астрономическим союзом в 1961 г.

## Описание кратера
Ближайшими соседями кратера Уилкинс являются кратер Понтано на западе; кратер Сакробоско на севере-северо-западе; кратер Понс на севере-северо-востоке; кратер Ротман на востоке и кратер Загут на юго-востоке. На северо-востоке от кратера располагается уступ Алтай. Селенографические координаты центра кратера 29°35′ ю. ш. 19°35′ в. д. / 29,58° ю. ш. 19,58° в. д., диаметр 59,4 км, глубина 2770 м.
Кратер Уилкинс имеет полигональную форму и значительно разрушен. Вал сглажен, отдельные участки вала полностью разрушены, наиболее сохранился в южной и восточной части. Северо-западная часть вала и чаши перекрыты сдвоенной парой сателлитных кратеров Уилкинс A и B. Внутренний склон широкий. Дно чаши ровное, испещрено множеством мелких кратеров. В юго-западной части чаши находятся остатки небольшого кратера.

## Сателлитные кратеры
| Уилкинс | Координаты                                            | Диаметр, км |
| ------- | ----------------------------------------------------- | ----------- |
| A       | 29°10′ ю. ш. 18°52′ в. д. / 29,17° ю. ш. 18,87° в. д. | 13,6        |
| B       | 29°33′ ю. ш. 18°55′ в. д. / 29,55° ю. ш. 18,92° в. д. | 7,6         |
| C       | 30°42′ ю. ш. 19°59′ в. д. / 30,7° ю. ш. 19,99° в. д.  | 18,0        |
| D       | 27°52′ ю. ш. 17°38′ в. д. / 27,87° ю. ш. 17,63° в. д. | 30,2        |
| E       | 28°22′ ю. ш. 19°25′ в. д. / 28,37° ю. ш. 19,42° в. д. | 9,0         |
| F       | 30°21′ ю. ш. 20°23′ в. д. / 30,35° ю. ш. 20,39° в. д. | 5,9         |
| G       | 29°59′ ю. ш. 18°25′ в. д. / 29,99° ю. ш. 18,41° в. д. | 4,6         |
| H       | 28°40′ ю. ш. 18°29′ в. д. / 28,67° ю. ш. 18,49° в. д. | 5,7         |

- Сателлитный кратер Уилкинс A включен в список кратеров с темными радиальными полосами на внутреннем склоне Ассоциации лунной и планетарной астрономии (ALPO)[4].

## См.также
- Список кратеров на Луне
- Лунный кратер
- Морфологический каталог кратеров Луны
- Планетная номенклатура
- Селенография
- Минералогия Луны
- Геология Луны
- Поздняя тяжёлая бомбардировка